# Санта Марија (Перуђа)
Санта Марија је насеље у Италији у округу Перуђа, региону Умбрија.
Према процени из 2011. у насељу је живело 241 становника. Насеље се налази на надморској висини од 344 м.